# پسر دهاتی
پسر دهاتی فیلمی به کارگردانی عزیزاله رفیعی و نویسندگی رضا شمشادیان ساختهٔ سال ۱۳۴۵ است.

## خلاصه داستان
با آتش سوزی در کلبه ای روستای مرد خانواده می میرد و زن و شوهری شهری یکی از فرزندان روستایی به نام محمود را به شهر می برند و بزرگ می کنند. مادر خانواده فرزند دیگرش جعفر را بزرگ می کند. سال ها بعد جعفر روستایی غیرتمندی است که دل در گروه لیلا، دختر مرادخان بسته است. از سوی دیگر جهانگیرخان، فرزند قلی خان، کدخدای ده بالا، در صدد اغفال لیلا است. در این اثنا یک سپاهی بهداشت به نام محمود وارد روستا می شود و…

## بازیگران
- عباس قاجار
- عادل روحی
- ابراهیم نادری
- مهین دیهیم
- سهیلا
- رضا بانکی
- اکبر جنتی شیرازی
- عدیله اشراق
- رضا شمشادیان
- رضا هوشمند
- هوشنگ طهماسبی
- نقدی حسن مهتابی
- عباس فرزین
- حسین اشراق
- محمد پوراعظم
- عبداله تهرانی
- روحی
- یوری